# Myrmeleon sticticus
Myrmeleon sticticus là một loài côn trùng trong họ Myrmeleontidae thuộc bộ Neuroptera. Loài này được Blanchard in Blanchard & Brullé miêu tả năm 1845.